# علم علاقة الكائنات بالبيئة
الحيوبيئية أو علم علاقة الكائنات بالبيئة (بالانجليزية Bionomics) هو فرع من علم الحياة يهتم بدراسة العلاقة بين الكائنات الحية والظروف البيئية.
1. في علم البيئة، اشتق المصطلح "bionomics" من اللغة اليونانية (bio = حياة و nomos = قانون)، وهو دراسة شاملة للكائن الحي وعلاقته مع بيئته. كان أول استخدام لهذا المصطلح في اللغة الإنجليزية في الفترة من 1885-1890، وكان ذلك ترجمة للكلمة الفرنسية "Bionomie". وهناك طريقة أخرى للتعبير عن هذه الكلمة هو مصطلح يشار حاليا إلى «علم البيئة».

1. يستخدم أحياناً كتابع فرعي لعلم الاقتصاد البيئي. مثال على هذا النوع من العلوم ما قام به ريتشارد ب. سيلاندر من تصنيف ودراسة التاريخ العرقي للخنفساء غمدية الأجنحة، مركزالدراسات البيولوجية في إلينويز: رقم 28، 1960. هذا وقد استخدم مايكل روثشيلد هذا المصطلح في كتابه، لكن ليس ثمة مراجع أخرى سابقة قد أشارت إليه.

1. فرع من فروع علم الأحياء يُعنى بالعلاقات بين الكائنات الحية وبيئتها.